# Hatari
Hatari (исландское произношение: [ˈhaːtarɪ]; от исл. hata — ненавидеть) — перформанс-арт-группа из Рейкьявика, Исландия, представившая страну на конкурсе «Евровидение 2019» и вошедшая в первую десятку в его финале (6-е место по голосованию зрителей).
Группа в настоящее время состоит из Клеменса Ханнигана и Эйнара Стефаунссона. Hatari известны своими выступлениями вживую. Музыкальный стиль можно описать как смесь дарк-электро, EBM и синти-панка с элементами сатиры и провокаций.
Hatari описывают себя как «антикапиталистическую группу исполнителей БДСМ-техно» и утверждают, что основная цель группы — это разрушение капитализма.

## История
Hatari были образованы в 2015 году Ханниганом и Харальдссоном, впоследствии к ним присоединился Стефаунссон. Группа впервые выступила на фестивале Airwaves в Исландии в 2016 году.
В октябре 2017 года группа выпустила свой дебютный мини-альбом Neysluvara и сняла два музыкальных видеоклипа — «Ódýr» и «X».
На Пасху 2018 года Hatari организовали «фестиваль конца света» «Хаскар». На сцене в Рейкьявике были представлены артисты, диджеи и группы. Фестиваль получил благодарность на музыкальной премии Grapevine 2019.
В декабре 2018 года группа выпустила свой третий сингл «Spillingardans» и объявила о самороспуске, указав в качестве причины, что «не преуспела в ниспровержении капитализма». Однако в январе 2019 года Hatari стала одной из 10 участников национального отбора Исландии на песенный конкурс «Евровидение-2019», «Söngvakeppnin 2019», с песней «Hatrið mun sigra».
Ханниган объяснил, что участие в «Евровидении» должно стать ещё одним экспериментом для группы. Участники коллектива открыто высказывались против политики Израиля в арабо-израильском конфликте. Ознакомившись с творчеством группы, израильская некоммерческая организация «Шурат а-Дин» призвала Министерство внутренних дел Израиля запретить группе въезд в страну.
В марте 2023 года Маттиас Харальдссон объявил об уходе из Hatari ради семьи и работы.

### Инцидент во время финала конкурса песни «Евровидение 2019»
Во время объявления результатов зрительского голосования участники продемонстрировали в камеру флаги Палестины. Однако их жест вызвал удивление не только у израильтян, но и у делегаций из других стран, которые принялись освистывать группу, расценив, что демарш был не к месту и не ко времени.
Сами музыканты заявили, что тем самым они выразили протест против «систематических нарушений прав человека в Газе», а «Евровидение» использовали как площадку для «передачи послания всему прогрессивному человечеству».

## Дискография
Студийные альбомы
- 2020 — Neyslutrans

EP
- 2017 — Neysluvara

## Участники

### Клеменс Ханниган
Клеменс Никюлауссон Ханниган (исл. Klemens Nikulásson Hannigan) — вокалист. Родился 20 декабря 1994 года в Брюсселе, Бельгия. В Исландию переехал в возрасте 5 лет. С юности занимался сольной карьерой, писал песни, принимал участие в музыкальных проектах (Kjurr вместе с Эйнаром, нынешним барабанщиком Hatari). Пробовал сниматься в кино в различных ролях, играл в театральных постановках вместе с Маттиасом, нынешним вокалистом Hatari, также пишет музыку. Обучался в колледже Tækniskólans (изготовление мебели), является плотником.
Супруга — Ронья Могенсен (исл. Ronja Mogensen), художница, танцовщица Hatari.
Дети:
- дочь Валькирия (6 года);
- дочь Афина (4 год).
- дочь Хлиф (2 год).

### Маттиас Харальдссон
Маттиас Триггви Харальдссон (исл. Matthías Tryggvi Haraldsson) родился 17 февраля 1994 года, также является вокалистом группы Hatari. В детстве год жил в Берлине, Германия, отчего знает немецкий язык (также знает английский и исландский). Образование получил в Исландской академии искусств (театральные и сценические представления), является драматургом, режиссёром, актёром, журналистом, также пишет стихи и тексты для Hatari.
В 2019 году его пьеса «Убежище» (исл. Griðastaður) получила три номинации исландской театральной премии «Gríman»:
- Лучшая пьеса;
- Актёр года в главной роли — Йорюндюр Рагнарссон;
- Прорыв года — Маттиас Триггви Харальдссон.

Невеста — Кристлин Дис Ингилинардоуттир (исл. Kristlín Dís Ingilínardóttir), журналистка. На момент весны 2021 года пара разошлась.
В сентябре 2021 года женился на Бринхильдур Карлсдоттир (исл. Brynhildur Karlsdóttir), режиссёре и музыканте. У пары родилась дочь.
Дети:
- дочь Солей (1 год);

### Эйнар Стефаунссон
Эйнар Храбн Стефаунссон (исл. Einar Hrafn Stefánsson) родился 1 сентября 1992 года, является барабанщиком и продюсером группы. С раннего возраста увлекался музыкой, играет на барабанах, гитаре; пел. Играл в группе Kjurr вместе с Клеменсом Ханниганом, в настоящее время играет в Hatari и Vök. Какое-то время жил в Брюсселе, Бельгия, где и познакомился с Клеменсом. Владеет исландским, английским и французским языками.
Супруга: Соульбьёрт Сигюрдардоуттир (исл. Sólbjört Sigurðardóttir) (танцовщица Hatari).
Дети:
- дочь Ильва Бьёрк (6 года).